# Adenia saxicola
Adenia saxicola là một loài thực vật có hoa trong họ Lạc tiên. Loài này được Craib mô tả khoa học đầu tiên năm 1930.